# Lao Brewery Company
Lao Brewery Company – laotańskie przedsiębiorstwo piwowarskie z Wientianu.

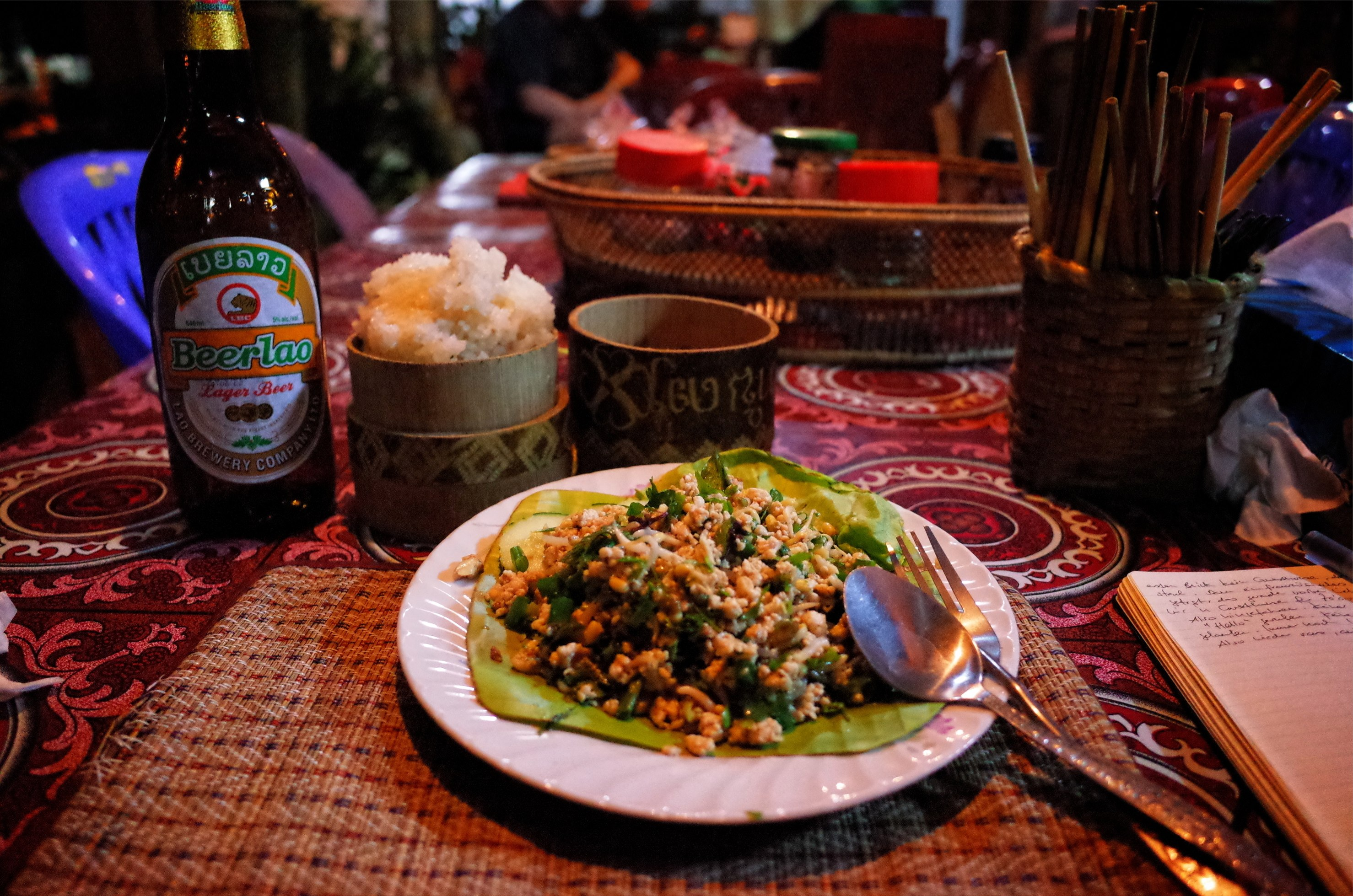
Beer Lao i laotański larb

Przedsiębiorstwo zostało powołane do życia w 1973 pod nazwą Brasseries et Glacières du Laos (BGL) przez biznesmenów francuskich. W 1975, po zakończeniu konfliktu laotańskiego, kompania została sprzedana komunistycznemu rządowi. Piwo warzono nadal w oparciu o francuskie słody, niemiecki chmiel i drożdże, na bazie ryżu z Laosu. 
W 2002 doszło do wykupienia 25% udziałów w przedsiębiorstwie przez duńskiego Carlsberga. Planowano poprawę jakości produkcji, jednak degustacje wykazały, że jego smak wyjątkowo odpowiada konsumentom. W następnych latach inwestorzy niemieccy wprowadzili nową, skomputeryzowaną linię produkcyjną. 
Na początku XXI wieku produkowano około 60.000 butelek i 12.000 puszek piwa Beer Lao na godzinę, a także 50 beczek dziennie. W 2002 uwarzono 63 miliony litrów piwa. 99% piwa Beer Lao dystrybuuje się w Laosie, ale jest ono dostępne też w Stanach Zjednoczonych, Kanadzie, Francji, Japonii, Nowej Zelandii, Kambodży i Wietnamie. Tajlandia zakazała importu tego produktu. Dla turystów przewiduje się możliwość zwiedzania browaru.
LBC produkuje i sprzedaje trzy rodzaje piwa pod marką Beer Lao (Lager, Gold i Dark), lager Lanexang oraz warzone lokalnie piwo Carlsberg. Produkuje również i sprzedaje butelkowaną wodę pitną pod marką Tigerhead.